# Mellon Jazz Festival
Mellon Jazz Festival is een jaarlijks jazzfestival in Pittsburgh, Pennsylvania. Het wordt steeds gehouden in juni en duurt een week. Het wordt gesponsord door Mellon Bank, gelijksoortige festivals worden gehouden in Philadelphia en Harrisburg, Pennsylvania. De jazzmusici spelen overal, in clubs, county parks, amfitheaters en restaurants, en over het algemeen is de toegang gratis (alleen enkele nachtclubs vragen om een vergoeding).
Veel musici spelen er elk jaar, zoals Roy Hargrove, Joe Negri en het trio van Charlie Hunter. Pittsburgh-inwoner Walt Harper (pianist en nachtclubeigenaar) was er ook altijd bij, tot zijn overlijden in 2006.